# Дмитренко Григорій Миколайович
Григорій Миколайович Дмитренко (1 липня 1945) — український радянський весляр, бронзовий призер Олімпійських ігор. Майстер спорту СРСР міжнародного класу і заслужений майстер спорту України.

## Кар'єра
На Олімпіаді в Москві Григорій був стерновим у складі вісімки і разом зі своїм екіпажем виграв бронзову медаль.
У 1996 році Дмитренко знову взяв участь в Олімпіаді. Він представляв Україну і у складі вісімки посів 4-е, останнє, місце у фіналі Б. На момент виступу Григорію виповнився 51 рік і 22 дні і таким чином він став найстаршим учасником Ігор від України.
Тринадцатикратний чемпіон СРСР, переможець чемпіонатів Європи та призер чемпіонатів світу. Чемпіон світу 1985 року ЗМС і заслужений тренер України.